# Monterrey Open 2021
Monterrey Open 2021, oficiálně se jménem sponzora Abierto GNP Seguros 2021, byl tenisový turnaj pořádaný jako součást ženského okruhu WTA Tour, který se odehrával v areálu Clubu Sonoma na otevřených dvorcích s tvrdým povrchem. Konal se mezi 15. až 21. březnem 2021 v mexickém Monterrey jako třináctý ročník turnaje.
Událost s rozpočtem 235 238 dolarů patřila do kategorie WTA 250. Nejvýše nasazenou ve dvouhře se stala čtyřicátá čtvrtá tenistka světa Sloane Stephensová ze Spojených států, kterou na úvod vyřadila slovenská šťastná poražená z kvalifikace Kristína Kučová. Jako poslední přímá účastnice do singlové soutěže nastoupila 144. hráčka žebříčku, Kanaďanka Eugenie Bouchardová.
První titul na okruhu WTA Tour vyhrála Kanaďanka Leylah Fernandezová, v 18 letech nejmladší singlistka ve startovním poli, jež se po turnaji premiérově posunula na 72. příčku žebříčku.  Deblovou trofej si odvezly Američanky Caroline Dolehideová a Asia Muhammadová, které získaly první společnou trofej.

## Distribuce bodů a finančních odměn

### Distribuce bodů
| Soutěž  | vítězky | finalistky | semifinalistky | čtvrtfinalistky | 16 v kole | 32 v kole | Q  | Q2 | Q1 |
| ------- | ------- | ---------- | -------------- | --------------- | --------- | --------- | -- | -- | -- |
| dvouhra | 280     | 180        | 110            | 60              | 30        | 1         | 18 | 12 | 1  |
| čtyřhra | 280     | 180        | 110            | 60              | 1         | —         | —  | —  | —  |

### Finanční odměny
| dvouhra                               | 29 200 $ | 16 398 $ | 10 100 $ | 5 800 $ | 3 675 $ | 2 675 $ | 1 950 $ | 1 270 $ |
| čtyřhra                               | 10 300 $ | 6 000 $  | 3 800 $  | 2 300 $ | 1 750 $ | —       | —       | —       |
| částky ve čtyřhře jsou uváděny na pár |          |          |          |         |         |         |         |         |

## Ženská dvouhra

### Nasazení
| Stát                          | Hráčka                   | WTA | Nasazení |
| ----------------------------- | ------------------------ | --- | -------- |
| USA                           | Sloane Stephensová       | 44. | 1.       |
| Argentina                     | Nadia Podoroská          | 46. | 2.       |
| Čína                          | Čeng Saj-saj             | 48. | 3.       |
| Česko                         | Marie Bouzková           | 50. | 4.       |
| Spojené království            | Heather Watsonová        | 64. | 5.       |
| Rusko                         | Anna Blinkovová          | 70. | 6.       |
| Španělsko                     | Sara Sorribesová Tormová | 71  | 7..      |
| USA                           | Ann Liová                | 72. | 8.       |
| Japonsko                      | Nao Hibinová             | 79. | 9.       |
| Žebříček WTA k 8. březnu 2021 |                          |     |          |

### Jiné formy účasti
Následující hráčky obdržely divokou kartu do hlavní soutěže:
- Caroline Dolehideová
- Coco Vandewegheová
- Renata Zarazúová

Následující hráčky nastoupily do hlavní soutěže pod žebříčkovou ochranou:
- Katie Boulterová
- Anna Karolína Schmiedlová

Následující hráčka obdržela zvláštní výjimku:
- Eugenie Bouchardová

Následující hráčky postoupily z kvalifikace:
- Viktorija Golubicová
- Kaja Juvanová
- Anna Kalinská
- Camila Osoriová
- Majar Šarífová
- Lesja Curenková

Následující hráčky postoupily z kvalifikace jako tzv. šťastné poražené:
- Harriet Dartová
- Kristína Kučová

### Odhlášení
před zahájením turnaje
- Viktoria Azarenková → nahradila ji  Jasmine Paoliniová
- Marie Bouzková → nahradila ji  Kristína Kučová
- Coco Gauffová → nahradila ji  Varvara Gračovová
- Polona Hercogová → nahradila ji  Nina Stojanovićová
- Ons Džabúrová → nahradila ji  Anna Karolína Schmiedlová
- Johanna Kontaová → nahradila ji  Tamara Zidanšeková
- Danka Kovinićová → nahradila ji  Harriet Dartová
- Magda Linetteová → nahradila ji  Martina Trevisanová
- Ajla Tomljanovićová → nahradila ji  Ču Lin

## Ženská čtyřhra

### Nasazení
| Stát                                                                      | Hráčka               | Stát      | Hráčka             | WTA  | Nasazení |
| ------------------------------------------------------------------------- | -------------------- | --------- | ------------------ | ---- | -------- |
| USA                                                                       | Desirae Krawczyková  | Mexiko    | Giuliana Olmosová  | 76.  | 1.       |
| USA                                                                       | Caroline Dolehideová | USA       | Asia Muhammadová   | 82.  | 2.       |
| Nizozemsko                                                                | Arantxa Rusová       | Slovinsko | Tamara Zidanšeková | 121. | 3.       |
| Španělsko                                                                 | Lara Arruabarrenová  | Austrálie | Ellen Perezová     | 135. | 4.       |
| Žebříček WTA k 8. březnu 2021; číslo je součtem umístění obou členek páru |                      |           |                    |      |          |

### Jiné formy účasti
Následující páry obdržely divokou kartu do hlavní soutěže:
- Fernanda Contrerasová /  Marcela Zacaríasová
- Camila Osoriová /  Renata Zarazúová

### Odhlášení
v průběhu turnaje
- Marie Bouzková /  Sara Sorribesová Tormová → nahradily je  Paula Kaniová-Choduńová /  Katarzyna Piterová
- Anna Kalinská /  Viktória Kužmová → nahradily je  Greet Minnenová /  Ingrid Neelová

## Přehled finále

### Ženská dvouhra
- Leylah Fernandezová vs.  Viktorija Golubicová, 6–1, 6–4.

### Ženská čtyřhra
- Caroline Dolehideová /  Asia Muhammadová vs.  Heather Watsonová /  Čeng Saj-saj 6–2, 6–3